# Borophryne
Borophryne is een monotypisch geslacht van straalvinnige vissen uit de familie van linophryden (Linophrynidae).

## Soort
- Borophryne apogon Regan, 1925